# Sam Orrby
Samuel Sam O:son Orrby, född 12 oktober 1885 i Västerås, död 13 mars 1956 i Helsingborg, var en svensk ingenjör.
Orrby, som var son till förrådsförvaltare Carl Johan Olsson och Anna Lovisa Pettersson´, studerade vid tekniska elementarskolan i Örebro 1907–1910. Han var anställd på verkstäder, provrum och ritkontor vid Asea i Västerås 1898–1907, beräkningsingenjör för transformatorer och induktionsmotorer där 1910–1915, föreståndare för elektriska avdelningen vid Statens Järnvägars centralverkstad i Örebro 1915–1917, affärsingenjör vid Asea i Västerås 1917–1918, chefsassistent och driftsingenjör vid Helsingborgs stads elektricitetsverk 1918–1930, tillförordnad chef 1930–1936 samt driftsingenjör och teknisk chef där från 1936.